# 세빈 스트리터
세빈 스트리터(Sevyn Streeter, 1986년 7월 7일 ~ )는 미국의 싱어송라이터이다.